# HESA Azarakhsh
El Azarakhsh (en persa: آذرخش, relámpago) es el primer avión de combate fabricado en Irán.
En abril de 1997 el general de brigada Arasteh, jefe comisionado del Estado Mayor de las Fuerzas Armadas declaró que Irán había diseñado, construido y probado exitosamente su primer avión de caza.
A finales de 1997 Irán había empezado a producir la aeronave en masa, y a mediados del 2000 se afirmó que cuatro aeronaves estaban siendo sometidas a pruebas operacionales, con su producción avanzando a razón de aproximadamente diez aviones por año.
Se cree que gran parte del Azarakhsh se deriva de la ingeniería inversa a partir de los cazas de EE-UU; entre estos se destacan el F-14, el F-5, y el F-4. Además, numerosas mejoras se agregaron al diseño del avión desde una etapa temprana.
Irán no ha revelado información adicional sobre el avión y sus capacidades son desconocidas. El 17 de mayo de 2000 el comandante de la Fuerza Aérea de Irán anunció que el Azarakhsh había llegado a la etapa de producción en masa.